# Pityocona
Pityocona is een geslacht van vlinders van de familie tastermotten (Gelechiidae).

## Soorten
- P. porphyroscia Meyrick, 1927
- P. probleta Bradley, 1961
- P. xeropis Meyrick, 1918